# Liste der Völkerrechtsverträge des Großen Nordischen Krieges
Die Liste der Völkerrechtsverträge des Großen Nordischen Krieges enthält diejenigen vertraglichen Vereinbarungen, die zwischen mindestens zwei Völkerrechtssubjekten, die Kriegsbeteiligte waren, im Zeitraum zwischen 1699 und 1721 geschlossen wurden.
Zu den Kriegsbeteiligten zählen: das Zarentum Russland, Schweden, Dänemark-Norwegen, das Königreich Preußen, Kurhannover, Sachsen-Polen, die Generalstaaten, Großbritannien und das Osmanische Reich.

## Überblick über die Internationalen Beziehungen um 1700
Insgesamt zeigten sich die europäischen Bündnissysteme dieser Zeit außerordentlich instabil, ständiger Wechsel bestimmte das allgemeine Bild. Die Strahlkraft des 1648 errichteten europäischen Staatensystems im Westfälischen Frieden war aber ungebrochen. Dieses fußte auf eine schwache kontinentale Mitte vertreten durch das zerrissene Heilige Römische Reich.
Im Gegenzug setzte das europäische Staatensystem unter maßgeblicher Führung der Briten auf die Ausprägung starker kontinentaler Pole, die sich unabhängig voneinander entwickelten. Bis 1700 dominierte bereits eine starke Nord-Süd-Ausrichtung des Kontinents. Bis dahin hatte der Süden Europas eine maßgebliche Vorreiterrolle bei der kontinentalen Entwicklung gespielt. Mit dem Erstarken Englands und Hollands und der Kolonialisierung der beiden Amerikas entstand mit dem Westen ein neuer Pol. Der Osten des Kontinents blieb dagegen lange von der kontinentalen Entwicklung ausgeklammert. Dies änderte sich mit dem Erstarken Russlands seit der zweiten Hälfte des 17. Jahrhunderts. Mit englischer Hilfe verdichteten sich die Kontakte des Ostens mit dem Westen.
Unter Peter I. war dort ein Zar an der Macht, dessen erklärtes Regierungsziel war, ein „Fenster zum Westen“, das spätere Sankt Petersburg für Russland zu erobern. Auf seiner Großen Gesandtschaft kurz vor Ausbruch des Krieges hatte er in London und in Den Haag, das eine ähnliche Funktion wie das heutige UN-Hauptquartier hatte, entsprechende diplomatische Kanäle errichtet, die ihm in der kriegerischen Auseinandersetzung mit Schweden unterstützen sollten.
Schweden hatte seine Möglichkeiten als imperiale Macht weitgehend ausgeschöpft und war unter Kennern im diplomatischen Gefüge dieser Zeit ein Staat, dessen beste Zeit bereits zurücklag. Das Land verfügte über eine zu geringe Bevölkerungsbasis um als Fortschrittsmotor im Norden weiter die Führung innehaben zu können. Zudem war das Land durch seine extrem kriegerischen Könige bei den Diplomaten der Zeit in Verruf geraten. Alle männlichen Könige seit Gustav Adolf hielten an dem Primat des Krieges fest, obwohl sich nach 1648 eine Bedeutungsverschiebung vom Westen her vollzog, der das diplomatische System als primären Konfliktlösungsmechanismus einsetzte. Da Schweden seiner Rolle im Norden diesbezüglich nicht gerecht wurde, hatte das Land in den Konzeptionen der diplomatischen Zentren dieser Zeit keine Zukunft mehr. Es geriet bis 1699 in Isolation und wurde folgerichtig von einer Überzahl an Gegner angegriffen. Als Ersatz für Schweden stand Russland bereit, unter der Voraussetzung das dort wesentliche Teile des westlichen Systems übernommen wurden. Dazu gehörte auch das Primat der Diplomatie anzuerkennen. Die russische Seite setzte konsequent ein Modernisierungsprogramm um, das das Land in kurzer Zeit wieder an das restliche Europa heranführen sollte. Als weiterer Effekt griffen die Grenzen des europäischen Staatensystems durch die Reintegrierung Russlands nun bis an den Pazifik.
Mit dem Ende Spanischen Erbfolgekrieges 1713 konnten die europäischen Großmächte ihre Aufmerksamkeit voll auf den Konflikt im Nordosten des Kontinents richten. So erhielt der Große Nordische Krieg in den diplomatischen Auseinandersetzungen eine gesamteuropäische Dimension. Die Kampfhandlungen traten immer mehr hinter den diplomatischen Auseinandersetzungen zurück.
Die russischen Bemühungen in der Diplomatie konzentrierten sich darauf, ihre zuvor militärisch errungenen Gebiete auf Gesamteuropäischem Kabinett durchzusetzen. Dänemark und Kurhannover stritten sich um den Besitz Bremen-Verdens. Die europäische Großmacht Frankreich war daran interessiert jene Verhältnisse im Ostseeraum zu erhalten, wie sie vor Ausbruch des Großen Nordischen Krieges bestanden hatten. Preußen nahm eine andere Haltung ein. Ihm hatte Russland den Besitz Schwedisch-Pommerns zugesichert. Preußen und Hannover wurden nach 1715 zu neuen Zentren Mitteleuropas. Ihre Aufgabe war es im diplomatischen Gefüge die Ränder des Kontinents einzubinden. Hannover ging eine Personalunion mit Großbritannien, der westlichen Führungsmacht ein. Preußen übernahm die Aufgabe, Russland diplomatisch und politisch zu unterstützen. Hierzu gab es im 18. Jahrhundert eine große Zahl an Allianzen zwischen beiden Ländern. Unter Kaiserin Anna hatten deutschstämmige Russen von 1730 bis 1740 eine dominierende Rolle in der russischen Politik inne.

## Liste der Völkerrechtsverträge im Großen Nordischen Krieg
| Vertrag                                                            | Beteiligte Staaten                                                                          | Vertragsabschluss   |
| ------------------------------------------------------------------ | ------------------------------------------------------------------------------------------- | ------------------- |
| Vertrag von Dresden                                                | Dänemark, Sachsen / Polen                                                                   | 1699, 25. September |
| Allianzvertrag von Moskau                                          | Russland, Sachsen / Polen                                                                   | 1699, 21. November  |
| Defensivallianz von Den Haag und London                            | Generalstaaten, Großbritannien, Schweden                                                    | 1700, 30. Januar    |
| Friedensvertrag von Traventhal                                     | Dänemark, Schleswig-Holstein – Gottorf                                                      | 1700, 18. August    |
| Präliminaratikel von Oldesloe zur Beförderung des Friedens         | Braunschweig – Lüneburg – Celle, Dänemark, Hannover, Schleswig-Holstein – Gottorf, Schweden | 1700, 18. August    |
| Allianzvertrag von Birse (Samogitien)                              | Russland, Sachsen / Polen                                                                   | 1701, 9. März       |
| Konvention von Den Haag                                            | Generalstaaten, Großbritannien, Schweden                                                    | 1701, 7. Oktober    |
| Bündnis von Den Haag                                               | Preußen, Schweden                                                                           | 1703, 29. Juli      |
| Defensivallianz von Den Haag                                       | Generalstaaten, Großbritannien, Schweden                                                    | 1703, 16. August    |
| Bündnis von Schlotburg                                             | Russland, Sachsen / Polen                                                                   | 1703, 28. Juni      |
| Bestätigung des Friedensvertrags von Schlotburg                    | Russland, Sachsen / Polen                                                                   | 1703, 1. Oktober    |
| Allianz von Moskau                                                 | Russland, Sachsen / Polen                                                                   | 1703, 16. November  |
| Defensivallianz von Stockholm                                      | Braunschweig – Lüneburg – Celle, Hannover, Schweden                                         | 1704, 28. April     |
| Angriffs- und Schutzbündnis von Narwa                              | Russland, Sachsen / Polen                                                                   | 1704, 30. August    |
| Friedensvertrag von Warschau                                       | Polen, Schweden                                                                             | 1705, 28. November  |
| Friedensvertrag von Altranstädt                                    | Polen, Sachsen / Polen, Schweden                                                            | 1706, 24. September |
| Offensiv- und Defensivallianz von Dresden                          | Dänemark, Sachsen / Polen                                                                   | 1709, 28. Juni      |
| Deklaration zur Offensiv- und Defensivallianz von Dresden          | Dänemark, Sachsen / Polen                                                                   | 1709, 7. Juli       |
| Allianz von Cölln an der Spree                                     | Dänemark, Preußen, Sachsen / Polen                                                          | 1709, 15. Juli      |
| Allianz von Thorn                                                  | Russland, Sachsen / Polen                                                                   | 1709, 20. Oktober   |
| Angriffs- und Schutzbündnis von Kopenhagen                         | Dänemark, Russland                                                                          | 1709, 22. Oktober   |
| Freundschaftsvertrag von Hannover                                  | Russland, Hannover                                                                          | 1710, 3. Juli       |
| Freundschafts- und Defensivbündnis                                 | Dänemark, Hannover                                                                          | 1710, 14. Juli      |
| Vertrag von Hamburg                                                | Dänemark, Schleswig-Holstein – Gottorf                                                      | 1711, 5. Januar     |
| Friedensvertrag, geschlossen am Pruth                              | Osmanisches Reich, Russland                                                                 | 1711, 22. Juli      |
| Rezeß zur Erläuterung des Vertrags von Hamburg                     | Dänemark, Schleswig-Holstein – Gottorf                                                      | 1712, 30. April     |
| Vergleich von Altona                                               | Dänemark, Hamburg                                                                           | 1712, 18. November  |
| Friedensplan von Husum                                             | Dänemark                                                                                    | 1713, 4. März       |
| Konvention von Wandsbek zur Fortsetzung des Krieges gegen Schweden | Dänemark, Russland, Sachsen / Polen                                                         | 1713, 20. Juni      |
| Konvention von Schleswig betreffend den Krieg gegen Schweden       | Dänemark, Sachsen / Polen                                                                   | 1713, 29. Juni      |
| Vertrag von Schwedt                                                | Preußen, Russland                                                                           | 1713, 6. Oktober    |
| Allianzvertrag von St. Petersburg                                  | Preußen, Russland                                                                           | 1714, 12. Juni      |
| Bündnis von Versailles                                             | Frankreich, Schweden                                                                        | 1715, 3. April      |
| Allianzvertrag von Berlin (1715)                                   | Hannover, Dänemark                                                                          | 1715, 2. Mai        |
| Bündnisvertrag gegen Schweden (Feldlager bei Stettin)              | Hannover, Preußen                                                                           | 1715, 30. Mai       |
| Vertrag über Kriegshilfe                                           | Preußen, Russland                                                                           | 1715, 10. November  |
| Allianzvertrag von Greifswald                                      | Hannover, Russland                                                                          | 1715, 28. Oktober   |
| Bündnis- und Heiratsvertrag von St. Petersburg                     | Mecklenburg – Schwerin, Russland                                                            | 1716, 2. Februar    |
| Bündnisvertrag von Danzig                                          | Mecklenburg – Schwerin, Russland                                                            | 1716, 19. April     |
| Allianzvertrag von Amsterdam                                       | Frankreich, Preußen, Russland                                                               | 1717, 15. August    |
| Präliminarfriedensrezess von Stockholm                             | Hannover, Schweden                                                                          | 1719, 22. Juli      |
| Bündnisvertrag von Berlin                                          | Hannover, Preußen                                                                           | 1719, 4. August     |
| Zessionsvertrag                                                    | Hannover, Preußen                                                                           | 1719, 21. August    |
| Konvention von Berlin                                              | Hannover, Preußen                                                                           | 1719, 15. September |
| Friedensvertrag von Stockholm                                      | Hannover, Schweden                                                                          | 1719, 20. November  |
| Waffenstillstandsangebot von Stockholm                             | Sachsen / Polen, Schweden                                                                   | 1720, 7. Januar     |
| Friedensvertrag von Stockholm                                      | Preußen, Schweden                                                                           | 1720, 1. Februar    |
| Deklaration von Warschau                                           | Sachsen / Polen, Schweden                                                                   | 1720, 6. April      |
| Friedensvertrag von Frederiksborg                                  | Dänemark, Schweden                                                                          | 1720, 3. Juli       |
| Friedensvertrag von Nystad                                         | Russland, Schweden                                                                          | 1721, 30. August    |
| Friedensdeklaration von Stockholm                                  | Schweden, Polen-Litauen                                                                     | 1729, 28. April     |